# Gallinago imperialis
La agachadiza imperial, becasina imperial o caica imperial (Gallinago imperialis) es una especie de ave caradriforme de la familia Scolopacidae, que se encuentra en Colombia, Ecuador y Perú.

## Hábitat
Vive en la vertiente oriental de los Andes, entre los 2.745 y 3.700 m de altitud, principalmente en el bosque enano húmedo mezclado con helechos arborescentes Blechnum, frailejones (Espeletia), pastos altos, claros de bosque de bambú Chusquea, zonas pantanosas y humedales rodeados de musgos Sphagnum.

## Descripción
La agachadiza imperial en promedio mide 30 cm de longitud. Su pico es muy largo. El plumaje de sus partes superiores, la garganta y el pecho es de color rufo con bandas negras; el vientre y el crísum son blancos con rayas marrón oscuro a negras.

## Estatus
Fue considerada extinta durante medio siglo, pero desde 1967 se ha encontrado seis veces en Perú, 12 veces en Ecuador y en múltiples ocasiones en Colombia. El número de registros tiende a aumentar y es posible que con suficientes datos se llegue a establecer que no se trata de una especie amenazada.